# Kanton Saint-Pourçain-sur-Sioule
Der Kanton Saint-Pourçain-sur-Sioule ist ein französischer Wahlkreis im Département Allier in der Region Auvergne-Rhône-Alpes. Er umfasst 22 Gemeinden im Arrondissement Vichy.

## Gemeinden
Der Kanton hat 18.866 Einwohner (Stand: 1. Januar 2022) auf einer Gesamtfläche von 314,94 km²:
| Gemeinde                         | Einwohner 1. Januar 2022 | Fläche km² | Dichte Einw./km² | Code INSEE | Postleitzahl |
| -------------------------------- | ------------------------ | ---------- | ---------------- | ---------- | ------------ |
| Bayet                            | 673                      | 22,58      | 30               | 03018      | 03500        |
| Billy                            | 823                      | 10,22      | 81               | 03029      | 03260        |
| Boucé                            | 499                      | 21,68      | 23               | 03034      | 03150        |
| Créchy                           | 430                      | 11,61      | 37               | 03091      | 03150        |
| Langy                            | 274                      | 7,36       | 37               | 03137      | 03150        |
| Loriges                          | 354                      | 9,48       | 37               | 03148      | 03500        |
| Louchy-Montfand                  | 406                      | 5,33       | 76               | 03149      | 03500        |
| Magnet                           | 1.046                    | 12,72      | 82               | 03157      | 03260        |
| Marcenat                         | 376                      | 18,07      | 21               | 03160      | 03260        |
| Montaigu-le-Blin                 | 301                      | 12,96      | 23               | 03179      | 03150        |
| Montoldre                        | 602                      | 18,90      | 32               | 03187      | 03150        |
| Montord                          | 209                      | 4,44       | 47               | 03188      | 03500        |
| Paray-sous-Briailles             | 615                      | 22,18      | 28               | 03204      | 03500        |
| Rongères                         | 552                      | 8,95       | 62               | 03215      | 03150        |
| Saint-Félix                      | 285                      | 5,20       | 55               | 03232      | 03260        |
| Saint-Gérand-le-Puy              | 956                      | 19,55      | 49               | 03235      | 03150        |
| Saint-Loup                       | 572                      | 17,62      | 32               | 03242      | 03150        |
| Saint-Pourçain-sur-Sioule        | 4.894                    | 35,67      | 137              | 03254      | 03500        |
| Sanssat                          | 277                      | 8,40       | 33               | 03266      | 03150        |
| Saulcet                          | 651                      | 7,98       | 82               | 03267      | 03500        |
| Seuillet                         | 483                      | 9,94       | 49               | 03273      | 03260        |
| Varennes-sur-Allier              | 3.588                    | 24,10      | 149              | 03298      | 03150        |
| Kanton Saint-Pourçain-sur-Sioule | 18.866                   | 314,94     | 60               | 0315       | –            |

Bis zur Neuordnung gehörten zum Kanton Saint-Pourçain-sur-Sioule die 14 Gemeinden Bayet, Bransat, Cesset, Contigny, Laféline, Loriges, Louchy-Montfand, Marcenat, Monétay-sur-Allier, Montord, Paray-sous-Briailles, Saint-Pourçain-sur-Sioule, Saulcet und Verneuil-en-Bourbonnais. Sein Zuschnitt entsprach einer Fläche von 220,38 km2. Er besaß vor 2015 den INSEE-Code 0326.

## Politik
| Vertreter im Départementsrat | Vertreter im Départementsrat   | Vertreter im Départementsrat |
| Amtszeit                     | Namen                          | Partei                       |
| ---------------------------- | ------------------------------ | ---------------------------- |
| 1982–2015                    | Bernard Coulon                 | –                            |
| 2015–                        | Catherine Corti Bernard Coulon | –                            |